# Club Bádminton Benalmádena
El Club Bádminton Benalmádena es un club de bádminton español, de la ciudad de Benalmádena (Málaga), en Andalucía. Actualmente compite en División de Honor, máxima categoría nacional. Se trata de uno de los clubes de bádminton más exitosos del país, con dos títulos de liga en las temporadas 1988/89 y 1990/91 y sendas participaciones en la Copa de Europa. Sin embargo, y a pesar de seguir en la élite del bádminton nacional, ha visto como otros equipos como el CB Rinconada y, más recientemente, el Recreativo de Huelva-IES La Orden, se han convertido en los auténticos dominadores del torneo. En la temporada 2012/13 logró la tercera plaza siendo los nombrados clubes los únicos que consiguieron vencer al cuadro benadalmense.